# E-メーター

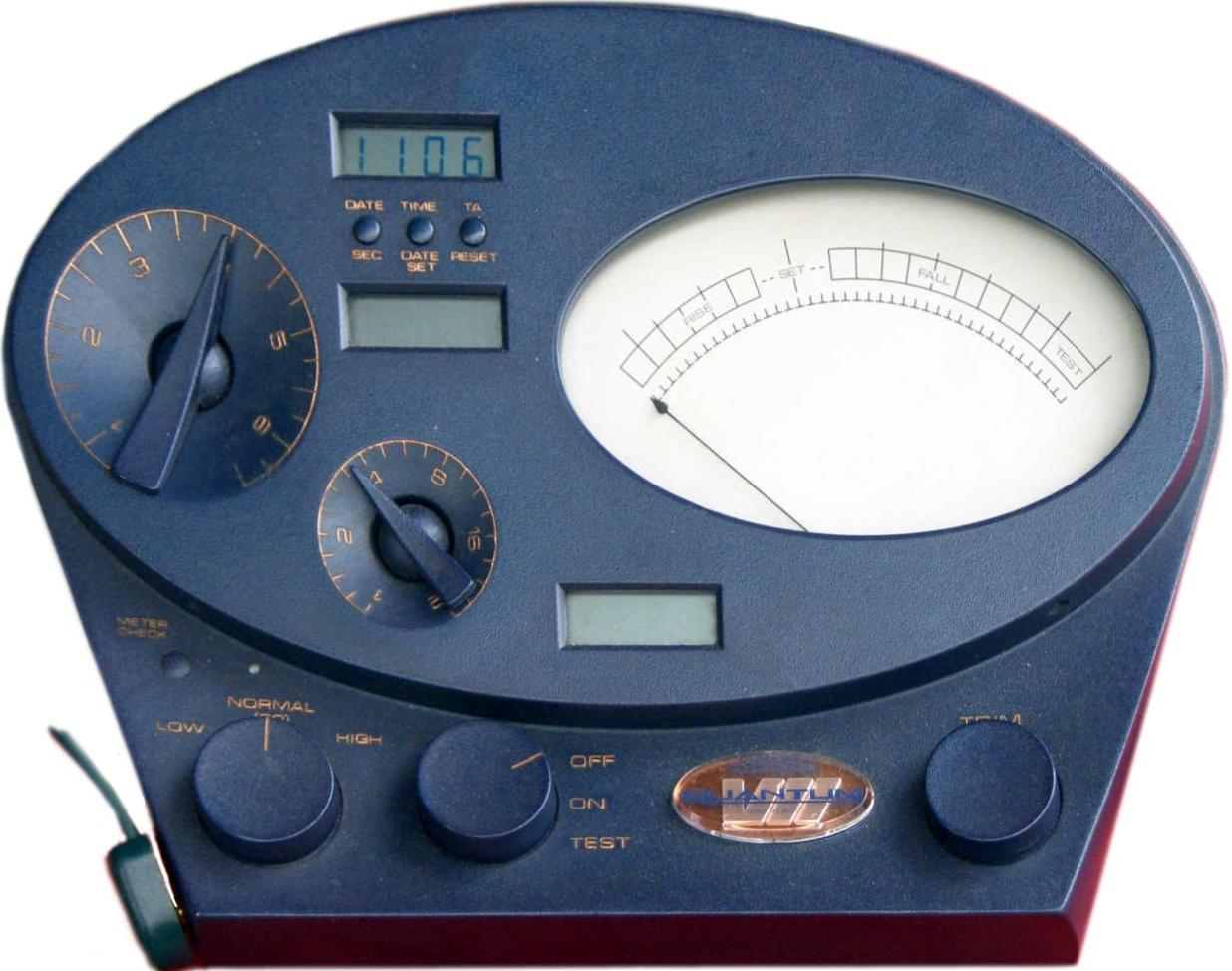
マークスーパーVII量子 E-メーター

E-メーターはサイエントロジー教会所有のゴールドベース製造の電子機器であり、専らサイエントロジー教会が使用している。E-メーターは電圧計を元に作られており、電気抵抗測定の為ホイートストンブリッジ回路を使用している。E-メーターはダイアネティックスとサイエントロジー教会のカウンセラー乃至は準カウンセラーがオーディティングの際に被治者の精神的な問題を明らかにする為に使用するとされる。この機器は正式にはサイエントロジー教会創立者L・ロン・ハバードに因んで『ハバードエレクトロメーター』と呼ばれている。
サイエントロジー教会はこの機器の使用を教会の訓練を受けた者に限っている。教会側は「E-メーターは宗教的な機器であり、サイエントロジー幹部乃至は準幹部のみに使用が許されている。この機器は如何なる種の疾患に対して原因を特定したり治療するものではない。この機器は被治者の精神状態やその移り変わりを計測し、計測者が被治者の問題点の発見を補助することを意図している」とコメントしている。
1971年、アメリカ合衆国コロンビア地方裁判所において「E-メーターは何ら病状の診断、治療、予防に役立つものではなく、医学的にも科学的にも全く身体機能の向上を期待することは出来ない 」との判決が下された。

## 理論説明と使用方法

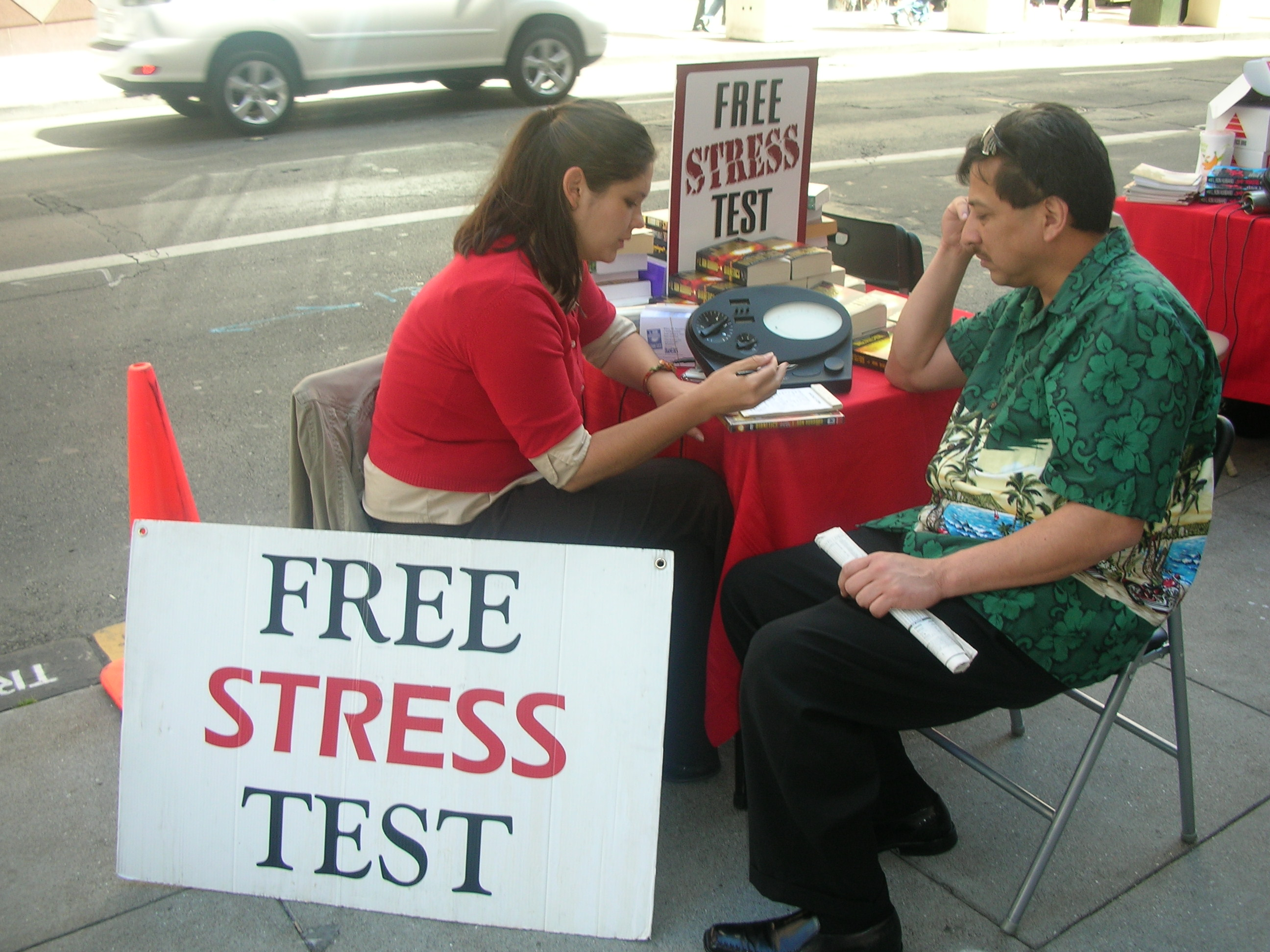
無料ストレスチェックの一環としてE-メーターによるオーディティングの実演を受けている図

E-メーターは主にホイートストンブリッジと呼ばれる電子計測器によって構成されており、被治者の皮膚直流電流反射を計測するものである。体内に微弱電流を流すことでこの機器は人体の電気抵抗の変化を計測する。
サイエントロジー教会の教典に因ると、体内の電気抵抗は被治者の「精神的本体とエネルギー」に対応しており、それは被治者が何か精神的なものを想像した際に変化するとされている。
E-メーターによる診断はオーディターとして知られているサイエントロジー教会のスタッフが行っており、サイエントロジー教会の高度鍛練コースにて使用される。サイエントロジーの資料には元来から被治者を「プリクリアー」即ち未浄化者と記載されているが、教会側の主張する「浄化」状態を遥かに超えてもオーディターはE-メーターを継続して使用する。オーディティングの際、プリクリアーはE-メーターに接続されている「キャン」と呼ばれる一組の円筒型の電極を握り、その間オーディターはプリクリアーに対して一連の質問を行い、その際プリクリアーの返答に加えメーターの示す値を記録する。オーディターになる為にはE-メーターの示す様々な反応について学ぶ必要があり、研針の挙動それぞれに重要な意味があると教会は主張している。
E-メーターには二つの制御ダイアルがある。大きい方のダイアルは「トーンアーム」と呼ばれており偏倚を調節し、小さい方のダイアルは出力を調節する。オーディターはオーディティングの際E-メーターの研針が反応を示すまでトーンアームを操作する。

## 歴史
E-メーターは教会創立期ハバードの協賛者であったヴォルニー・マシソンが発明した後幾度となく仕様変更されている。後に「マシソンエレクトロサイコメーター」と呼ばれたこの機器はハバードがマシソンと口論したことによって1954年に一時的に使用中止されるまで1950年代前半サイエントロジー教会、ダイアネティックスで使用された。

これに関してベント・コリドンは著書『救世主か、狂人か』において次のように述べている。
E-メーターはマシソンが製作したものであり、製作に当たって彼の意向が反映されていたが、1954年代後半、ハバードはマシソンとの意見の不一致によりE-メーターの使用を取りやめた。これに関してハバードは次のように書いている。「昨今、我々はオーディティングにおいて被験者を計測し、オーディターがいつまでそれを行うか判断する為にE-メーターと呼ばれる機器を使用していた。確かにE-メーターは興味深い計測器でありオーディティングにおいて大きな役割を果たしてきたが、かねてから懸念していた通り、オーディターとプリクリアーの間に電子機器を介在させることによってオーディティングの特徴を損なう傾向がある為使用を取りやめることにした」 
しかしその後1958年にサイエントロジー教徒であったドン・ブリーディングとジョン・ウェールズがバッテリーを小型化したE-メーターを製作するとハバードは再びその使用を開始した。これは「ハバードエレクトロメーター」と呼ばれている。1966年12月6日、「人間の身体電気抵抗の変化を計測し表示する機器」として特許出願を行った(アメリカ合衆国特許第 3,290,589号) 。現在特許の有効期間は過ぎパブリックドメインとして提供されている。サイエントロジー教会は現在もE-メーターの製造、販売、オーディティングにおける使用法説明を行っている。
マシソンはハバードによる自らの発明品の盗用に関して法廷で争いこそはしなかったものの、ハバードに幻滅し苦い感情を抱いた。1964年、マシソンは次のように述べている。「私はサイエントロジスト等の凡小な詐欺師達のやっていることは本当に気に入らない。最初はE-メーターに対して訳も分からず文句を言っていたかと思ったら今度は密かに自分達の詐欺活動で使おうと画策している」
今日E-メーターにはマークV、マークVI、マークVIIの三種類がある。2005年1月現在でマークスーパーVII量子 E-メーターは日本円にして凡そ50万円弱と1995年度の40万円弱から値上がりしている。しかしサイエントロジーの一派であるフリーゾーンはサイエントロジー公式価格より数段安く提供している。又、回路図、E-メーター製作機器の販売も行っている。

## E-メーターに対するサイエントロジー教会の見解
L・ロン・ハバードは著書『E-メーターを理解する』でE-メーター作動の仕組みについて次のように語っている。
計測値を読む為には、プリクリアーに流れる微弱電流の量は一定に保たれなければならない。微弱電流に変化が表れ計針が揺れるのはプリクリアーの精神体が流入乃至は流出しているからである。精神体、即ち凝縮されたエネルギーは電気抵抗の増加或いは減少として観察される。
ハバードはこの「精神体」が重さなどを含めた意味での質量等と同様に一般的に認識されているものであると主張している。
サイエントロジー教会は精神エネルギーというのは単に身体エネルギーの延長上にあるものであるということを発見しました。この試験は心的イメージを「でっちあげ」（作り）、それらを身体に突っ込むセイタン（精神）が体重を増加させ、それらを捨て去ることで体重を再び減少させることができるという点において確実であるということです。この試験は実際に行われ、「心的エネルギー」によりつくられた30ポンドが身体から増えたり取り除かれたりすることが照明されました。エネルギーはエネルギーです。物質はエネルギーが凝縮されたものなのです。
『E-メーターを理解する』には、3つの図が添付してある。一つ目は体重計に乗った男性の体重が「150」（単位は書かれていないがおそらくポンド）を示している。二つ目では同じ体重で「心的イメージ」の重圧にさらされた男性がこのメーターで「180」を示している。最後にこの男性が「心的イメージ」を持たずにこのメーターに直立したとき、メーターが再び「150」を示しているものである。